# Sokoura (Mali)
Pour les articles homonymes, voir Sokoura.
Sokoura est une localité et une commune rurale du Mali, chef-lieu de cercle dans la région de Bandiagara.
On y trouve plusieurs ethnies dont les peuls, les dogons, les dafins, les bambanas . L'économie de la région est basée principalement sur l'agriculture et l'élevage. Taux de scolarisation très faible surtout dans les villages peuls et dogons.
La langue la plus parlée est celle du Dafing.

## Histoire
Louis-Gustave Binger y fait étape le 18 septembre 1887. En 2023, la commune est soustraite du cercle de Bankass et érigée en chef-lieu de cercle. 

## Villages
La commune s'étend sur 32 localités relevées lors du recensement général de 2009. 
Les villages les plus peuplés sont :
- Sokoura (5 794 habitants)
- Ganidah (4 927 habitants)
- Bansi (2 894 habitants)